# ティバエス修道院
サン・マルティーニョ・デ・ティバエス修道院 （Mosteiro de São Martinho de Tibães）は、ポルトガル・ブラガ近郊の村ティバエスにある修道院。かつて、教会の重厚なバロック様式装飾で有名で、ポルトガルとブラジルで活動するベネディクト修道会の母体であった。 

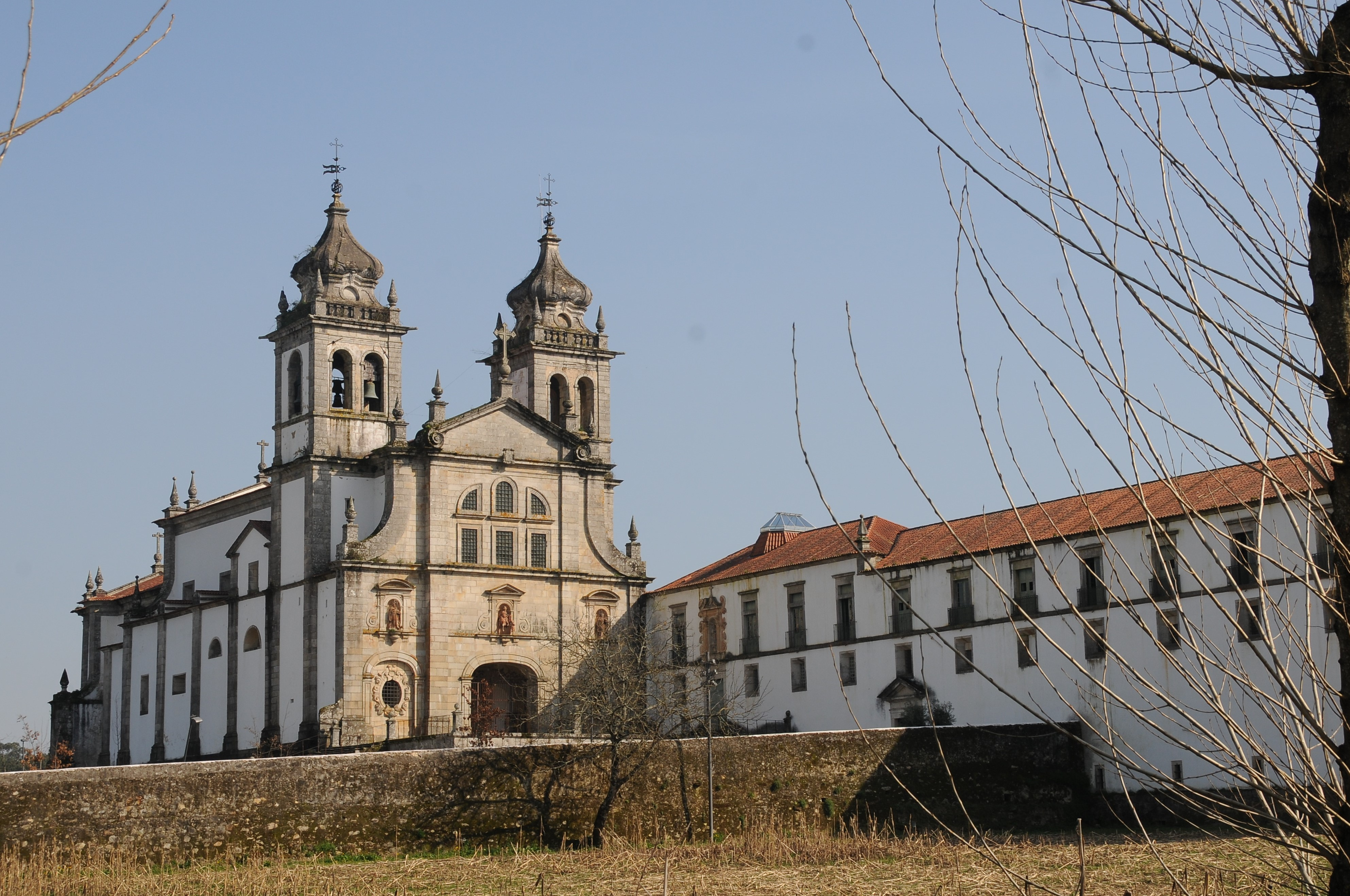
教会のファサードをのぞむ

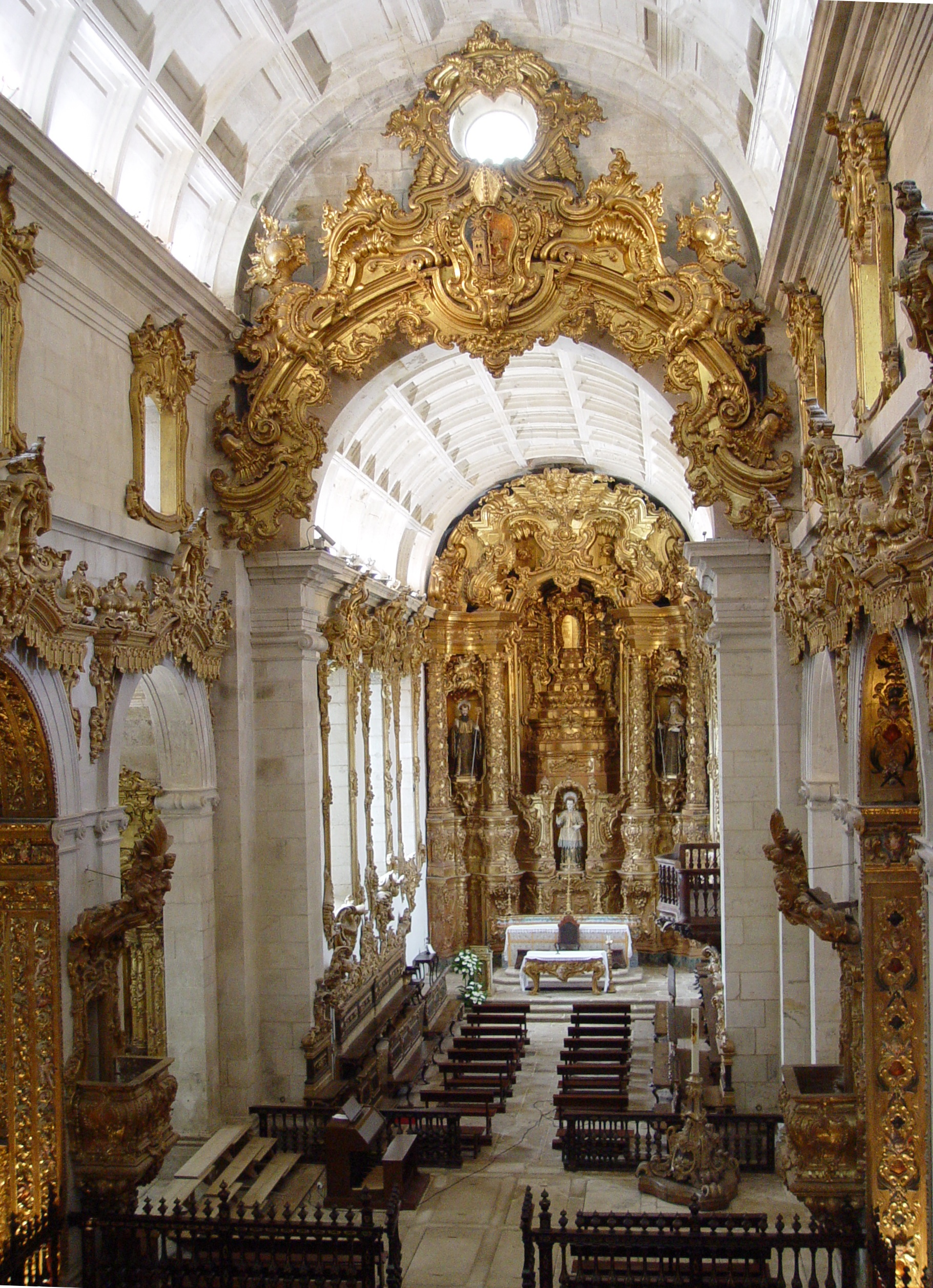
教会の内装。奥は主礼拝堂

## 歴史
ティバエス修道院をつくった信徒たちの共同体の歴史は、6世紀に始まる。1060年頃にティバエスに修道院が建てられ、1110年にポルトゥカーレ伯エンリケ・デ・ボルゴーニャによって拝領地の権利を得た。中世の間、ポルトガル王国独立後、豊かで膨大な北部の資産が修道院の所有となった。17世紀から18世紀にかけ再建されたため、初期の頃の建築の残骸は何も残っていない。 
1567年、ティバエス修道院は、ポルトガルと植民地ブラジルにおけるベネディクト会の母体修道院となった。ティバエスで最初に修道会として立ち上げられたのは1570年である。17世紀初頭、かつての建物の状態の悪さと、潤沢な資産の状態から、修道士たちは現在もある建物の建設を始めた。彼らは最初に回廊と教会を建てた。これらは建築家マヌエル・アルヴァレスとジョアン・トゥリアーノの手によってマニエリスム様式で1628年から1661年の間に建てられた。18世紀初めまでに、修道院の門番小屋、共同寝室、ゲスト・ハウス、聖堂参事会会議所、図書館を含む新翼が完成した。 
17世紀から18世紀にかけ、修道院は重要な芸術活動の拠点となり、ポルトガル北部のバロック・ロココ芸術で膨大な影響を与えた。特に教会の装飾は、ポルトガル・バロックの画期的な仕事とされている。
荒れるがままの廃墟と化していた修道院と周囲一帯は、1864年に競売に出された。食堂用回廊を含む内部の大部分は、1894年の火事で失われた。1986年に修道院は国有となり、広範囲に渡る修繕・再建計画が今日まで続けられている。 